# Nacht über Springfield
Nacht über Springfield (engl. Titel: Scuse Me While I Miss The Sky) ist die sechzehnte Folge der vierzehnten Staffel der Serie Die Simpsons. Sie gewann im Jahr 2003 den Annie Award.

## Handlung
Nachdem ein Filmproduzent einen Film über die Grundschule von Springfield drehen will, geht dieser auf ein Gespräch ein mit der Schülerin Lisa Simpson und sagt, sie solle eine feste Karriere wählen. Sie entscheidet sich nach einer Überlegungsphase dafür, Sternenbeobachterin zu werden. Doch trotz eines Teleskops, das ihr Vater ihr kauft, kann sie nachts nichts am Himmel sehen, da die Lichter der Stadt das Licht der Sterne überdecken.
Lisa setzt eine erfolgreiche Petition auf, um diese Lichtverschmutzung zu reduzieren. Dies hat zur Folge, dass nachts kein Licht mehr in der Stadt leuchtet und der Vandalismus zunimmt. Aufgrund des Drucks vieler Stadtbewohnern wird die Verdunklung wieder rückgängig gemacht. Es ist nun allerdings so hell, dass die Menschen nicht mehr schlafen können. Lisa geht gemeinsam mit ihrem Bruder Bart und beider übermüdeten Vater Homer ins Atomkraftwerk, wo sie eine Überlastung herbeiführen, die alle Leuchtkörper der Stadt explodieren lässt. Die Stadtbewohner sind zunächst über die abermalige Dunkelheit erbost, sind aber anschließend fasziniert von den nun sichtbaren Sternschnuppen.
Währenddessen will Bart seine Beliebtheit an der Schule erhöhen, indem er wie die Rowdys eine Kühlerfigur klaut, um sie sich an einer Kette um den Hals zu hängen. Die Lichtabschaltung soll Bart dabei helfen, doch das einzige Auto, das noch eine Figur trägt, ist das des Mafiabosses. Bart schafft es nicht, den Autoschmuck abzusägen, da er durch das Wiedereinschalten des Lichtes von den Mafiosi auf frischer Tat ertappt wird. In der abschließenden erneuten Dunkelheit schafft es Bart aber doch noch, die Kühlerfigur zu entwenden.

## Hintergrund
Der englische Originaltitel spielt auf die Textzeile „Scuse me while I kiss the sky“ aus dem Jimi-Hendrix-Song Purple Haze. Als Synchronsprecher für den Dokumentarfilmer Declan Desmond konnte mit Eric Idle erstmals ein Monty-Python-Mitglied gewonnen werden.
Die Folge wurde mit einem Annie Award für die „herausragende Regie“ ausgezeichnet. Die Nutzer der Datenbank Internet Movie Database bewerteten die Folge mit 7,1 von 10 Punkten.